# Cephalorrhynchus polycladus
Cephalorrhynchus polycladus là một loài thực vật có hoa trong họ Cúc. Loài này được (Boiss.) Kirp. mô tả khoa học đầu tiên năm 1964.